# George Schnéevoigt
George Schnéevoigt, född 23 december 1893 i Köpenhamn, död där 6 februari 1961, var en dansk regissör och fotograf verksam i Sverige under 1920- och 1930-talen. Han var far till Alf Schnéevoigt.

## Regi i urval
- 1926 – Baldevins bryllup
- 1929 – Laila
- 1930 – Eskimå
- 1931 – Hotel Paradis
- 1931 – Hotell Paradisets hemlighet
- 1931 – Pjerrot
- 1932 – Lalla vinner!
- 1934 – Nøddebo Præstegård
- 1935 – Fredlös
- 1937 – Laila
- 1939 – Cirkus

## Filmmanus i urval
- 1926 – Baldevins bryllup
- 1929 – Laila
- 1935 – Fredlös

## Filmfoto i urval
- 1921 – Blade af Satans bog
- 1921 – Markens gröda
- 1922 – Det var en gång
- 1928 – Viddernas folk